# 5378 Ellyett
5378 Ellyett (1991 GD) là một tiểu hành tinh vành đai chính bên trong được phát hiện ngày 9 tháng 4 năm 1991 bởi McNaught, R. H. ở Siding Spring.